# Doryctes pseudopomarius
Doryctes pseudopomarius är en stekelart som beskrevs av Sergey A. Belokobylskij 1984. Doryctes pseudopomarius ingår i släktet Doryctes och familjen bracksteklar. Inga underarter finns listade i Catalogue of Life.